# Coleção de documentos inéditos para a história do Chile

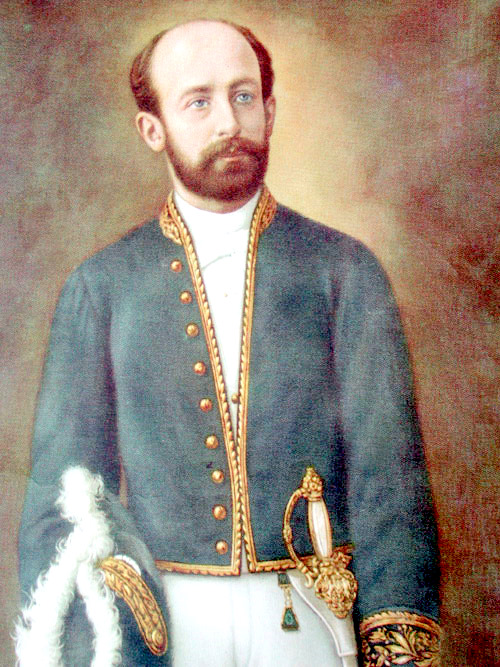
José Toribio Medina

Coleção de documentos inéditos para a história do Chile, desde a viagem de Magalhães até a batalha de Maipú (1518-1818) coletados e publicados por J. T. Medina, é uma coleção de 30 volumes que integra uma série de documentos históricos até então inéditos para o estudo da história do Chile.
A coleção foi publicada entre 1888 e 1902 e compreendia 105 documentos em 83 tomos manuscritos que foram coletados por Medina ao longo de suas pesquisas em arquivos do Chile e do mundo. Estabeleceu sua própria editora para a publicação, a Ercilla. As agitações da guerra civil de 1891 impediram-no de continuar com sua obra tendo que se exilar. Prosseguiu com a publicação desde o seu retorno em 1895 até 1902, quando terminaram os subsídios estatais.
O mérito de sua obra é importantíssimo, pois é uma grande fonte de estudos para os historiadors de todas as gerações posteriores.
Como muitos manuscritos ficaram sem publicação, o fundo histórico e bibliográfico José Toribio Medina adicionou sete volumes aos 30 originais a partir de 1956.